# Diospyros piscicapa
Diospyros piscicapa är en tvåhjärtbladig växtart som beskrevs av Henry Nicholas Ridley. Diospyros piscicapa ingår i släktet Diospyros och familjen Ebenaceae. Inga underarter finns listade i Catalogue of Life.